# Сукин, Василий Борисович
Васи́лий Бори́сович Суки́н (ок. 1550 — 1612) — думный дворянин, третий сибирский воевода, основатель Тюмени. Сын дьяка, воеводы и печатника Бориса Ивановича Сукина.

## Биография
Василий Сукин родился около 1550 года, в 1577 году он назначен стряпчим с чеботами, а в 1579 году — дьяком.
В 1583 году принимал новгородский хлеб в Орешке из государевых житниц от монастырского слуги Вяжицкого монастыря.

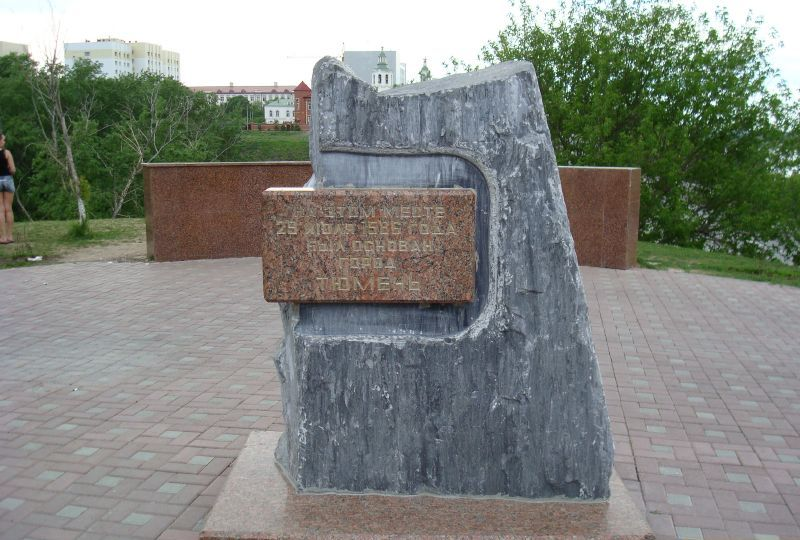
Памятный камень на месте основания В. Сукиным и И. Мясным города Тюмень

В начале 1586 года под начальством В. Сукина и Ивана Никитича Мясного были отправлены в Сибирь 300 стрельцов и казаков, а также письменный голова Данила Григорьевич Чулков. Им велено оказать содействие Мансурову, только что вышедшему с отрядом стрельцов в помощь Ермаку, так как ещё не было известно о его гибели. Сукин прибыл к реке Туре 29 июля (8 августа) 1586 года, однако не пошёл к реке Иртыш и в глубь Сибири, как это делали многие до него, а построил Тюменский острог рядом с местом, где прежде был Чингий городок. Отсюда он отправил Чулкова ставить острог у устья рек Тобола и Иртыша.
В июне 1599 года с титулом наместника елатомского, отправлен послом в Швецию для объявления об избрании на московский престол Бориса Годунова и для заключения союза между Швецией и Русским государством. Ho Сукин не смог исполнить возложенного на него поручения, так как Арвес, начальник Або, не пропустил его.
В 1603—1613 годах Василий Борисович был думным дворянином. В 1604 году получил царский указ о приготовлении корма и питья для цесаревых послов в Торжке, в Твери и между Торжком и Москвой.
Вместе с князем Семёном Васильевичем Прозоровским в 1608 году направлен в Коломну, а с ними и много служилых людей. Придя в Коломну, они укрепили город, а когда подступил Хмелевский, вышли, вступили с ним в сражение и разбили его.
В 1609 году Сукин потерпел поражение от разбойника Салкова в 15-и верстах от Москвы, недалеко от Николо-Угрешского монастыря.
В 1610 году был в числе лиц, отправленных в Польшу к королю Сигизмунду с князем Василием Васильевичем Голицыным и митрополитом Филаретом. Послы поднесли королю подарки, Сукин дарил сорок соболей и рысь. Будучи в Польше, Василий Борисович и думный дьяк Сыдавной Васильев сообщали королевским людям о разговорах князя Голицына и митрополита Филарета, узнав об этом, митрополит стал советоваться с другими членами посольства тайно от Сукина и Сыдавного. Ожидая от короля особых милостей, Сукин, Сыдавной и ещё несколько светских и духовных лиц из членов посольства отпросились у него в Москву и пообещали, что будут склонять московских людей присягнуть на верность самому королю, а не его сыну, королевичу Владиславу. Митрополит Филарет и остальные послы просили никого не отпускать в Москву, но их не послушали. Лев Иванович Сапега призвал к себе думного дьяка Флора Луговского, который застал у него Сукина и Сыдавного, одетых в богатые платья. Указывая на них Луговскому, Сапега оказал: «Сукин стар, а прочие, живучи здесь, проелись».

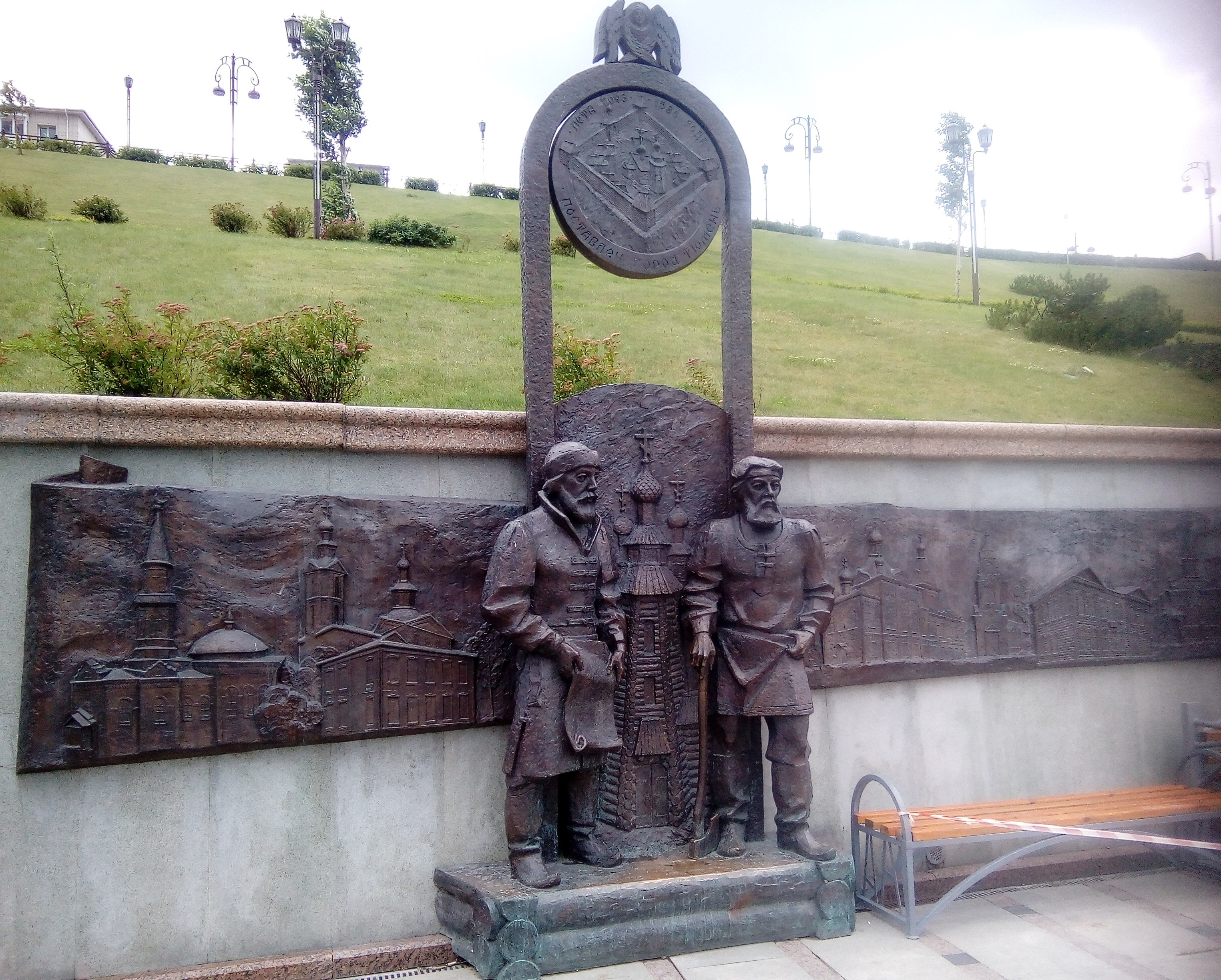
Фигуры, посвящённые основателям Тюмени, на городской набережной

Луговской, возмущённый их намерением уехать в Москву, ответил:
Хотя бы Василья Сукина и прямо постигла болезнь и ему б лучше тут умереть, где послан, а от дела не отъехати, и старее его живут, а дел не мечут, а Baсилью еще можно жити, так же и Сыдавному, хотя б он и проелся, а еще жити можно.
Вернувшись в Русское царство Сукин по-прежнему оставался на стороне Сигизмунда. Вот что писал о нём Прокопий Ляпунов в грамоте, посланной из Рязани в Нижний Новгород 31 января (10 февраля) 1611 года:
И на Коломне, господа, ворует Василий Сукин, потому что он был под Смоленским у короля и крест королю целовал, и король ему дал со всем Коломну в путь; а Коломенские, господа, дворяне и дети боярские и черные люди с нами в одной мысли.
В апреле 1612 года архимандрит Троице-Сергиева монастыря Дионисий, келарь Авраамий Палицын и соборные старцы отправили послание князю Пожарскому и всем ратным людям, с просьбой скорей идти к Москве для избавления отечества от врагов. По какому случаю находился в это время Сукин в Троице-Сергиевом монастыре и на каком основании он участвовал в этом послании неизвестно, но вслед за соборными старцами названы поимённо два мирянина: Василий Сукин и Андрей Палицын.